# Epameinondas

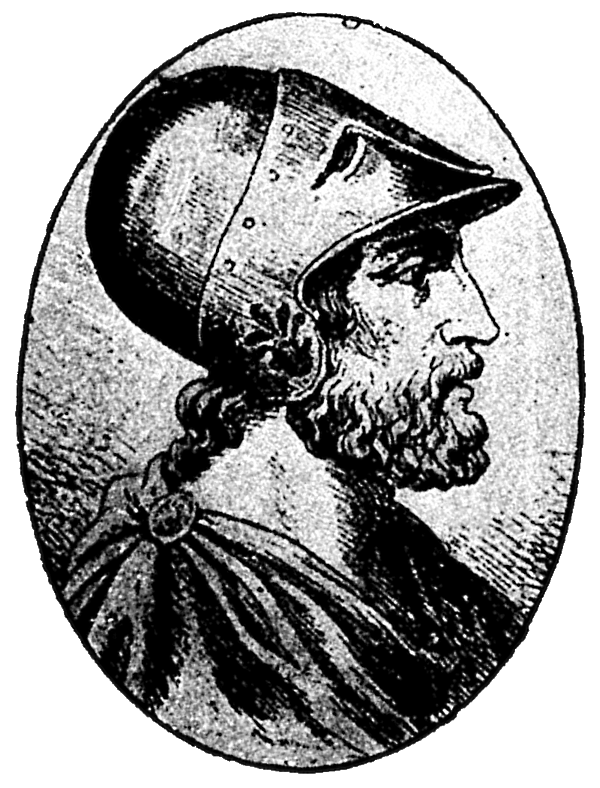
Modern framställning av Epameinondas.

Epameinondas (grekiska Ἐπαμεινώνδας, latin Epaminondas), född omkring 418 f.Kr. i Thebe, död 362 f.Kr., var en antik grekisk fältherre och statsman. Han ledde stadsstaten Thebe till en kort storhetstid i Grekland och bröt Spartas tidigare dominans. Genom en ny taktik, den thebanska falangen, utvecklade han även krigskonsten.

## Biografi
Epameinondas kom från en ädel men föga bemedlad släkt. Han fick en god uppfostran, bland annat hade pythagorén Lysis stor inverkan på hans utbildning.
Epameinondas skydde de våldsamheter som åtföljer inbördeskrig och höll sig därför undan allt deltagande i den blodiga revolutionen 379 f.Kr., då Pelopidas störtade det fåmannavälde som med hjälp av en spartansk besättning i Thebes borg Kadmeia förtryckte befolkningen. Efter revolutionen stödde han dock revolutionärerna och arbetade ivrigt på att trygga Thebes oberoende och skaffa det en plats bland Greklands stormakter.

### Krig mot Sparta

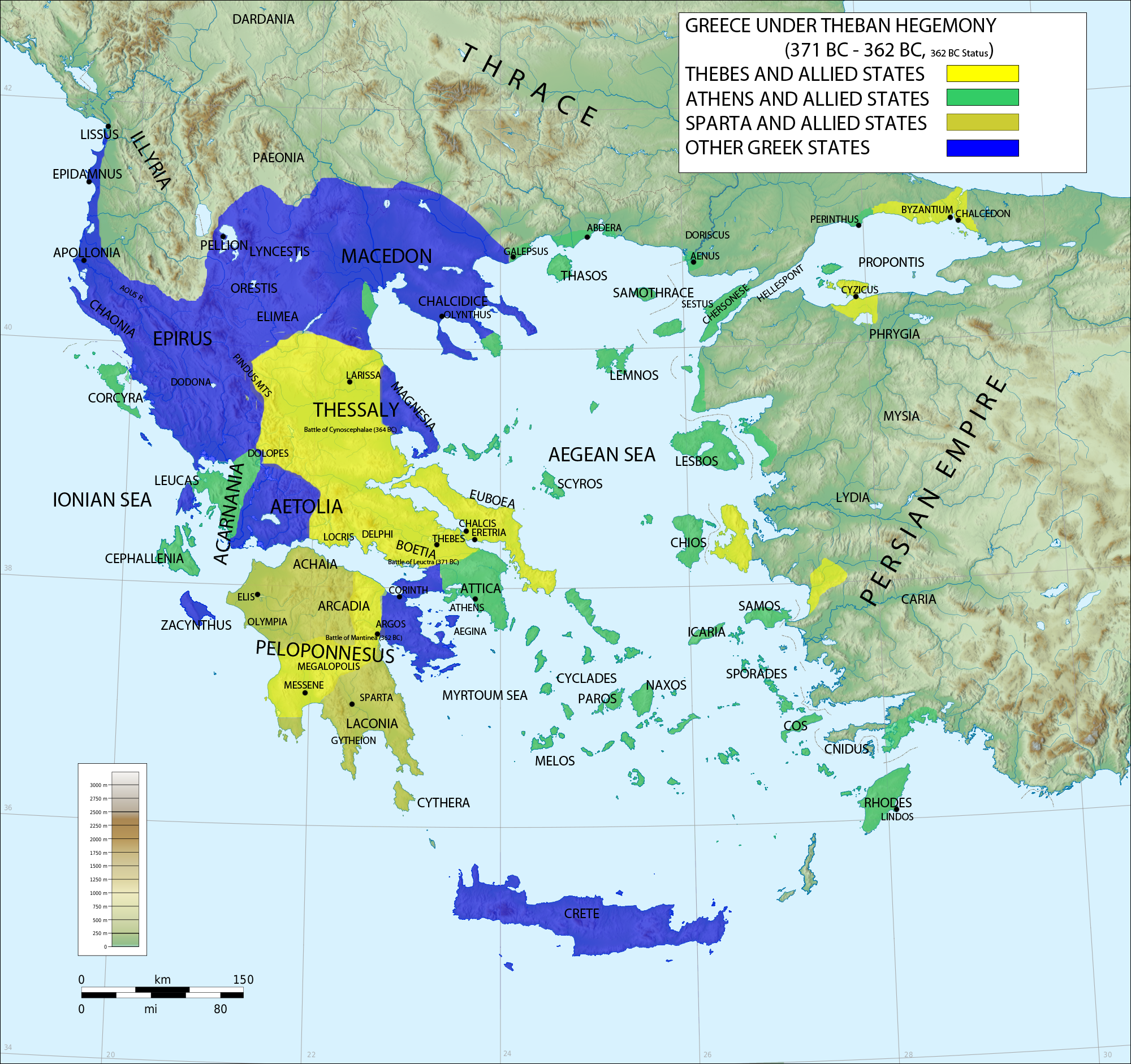
Politisk karta över Grekland 362 f.Kr. Thebe med allierade stater i gult, Sparta med allierade stater i beige, Aten med allierade stater i grönt.

På den allmänna fredskongressen i Sparta 371 f.Kr. vidhöll Epameinondas med fasthet Thebes anspråk på att vara och erkännas som det boiotiska förbundets huvudort, gentemot spartanernas yrkande på att alla stater som inte tillhörde deras eget välde skulle vara oberoende och likställda. Anspråket föranledde en omedelbar krigsförklaring från Sparta och avsändandet av en stark krigshär under kung Kleombrotos. Vid Leuktra i Boiotien stod samma år ett slag där de numerärt underlägsna thebanerna genom Epameinondas fältherreskicklighet och nyuppfunna taktik, den så kallade skeva linjen eller thebanska falangen, vann en avgörande seger.
Följande år gjorde Epameinondas i egenskap av boiotark (förman för det boiotiska förbundet) ett infall i Lakonien och väckte oerhörd bestörtning i själva Sparta, som inte hade hotats av fiender på 500 år. Fälttåget blev betydelsefullt särskilt genom stiftandet av två nya förbundsstater i Arkadien och Messenien i Spartas omedelbara närhet, som båda var fientliga mot Sparta. För att kunna genomföra dessa anordningar måste Epaimenondas på eget ansvar behålla sitt anförarskap i fyra månader utöver den lagliga tiden, och blev därför vid återkomsten av sina politiska motståndare anklagad till livet, men på grund av hans utomordentliga förtjänster vägrade domstolen att ta upp klagomålet.

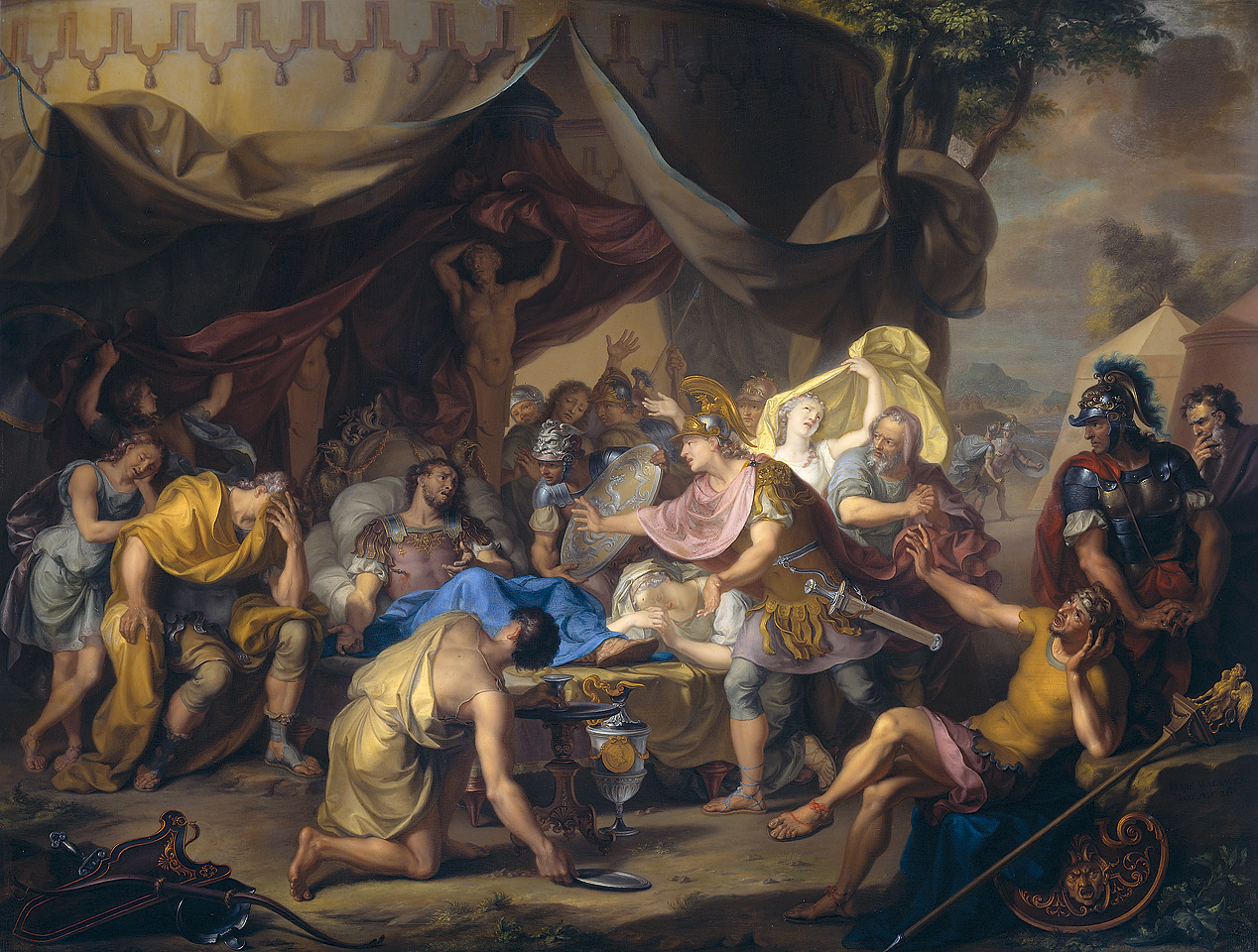
Epameinondas död av Isaac Walraven, 1726.

Epameinondas företog nya krigståg mot Sparta 369 och 368 f.Kr., och samtidigt med dessa operationer försökte han genom förhandlingar främja Thebes maktställning och genom skapandet av en sjömakt öppna nya vägar förr dess utveckling. På så sätt kom Thebe att uppstiga till en aldrig tidigare anad storhet, och kunde för en kort tid efterträda Sparta och Aten som den ledande staten i Grekland. En splittring inom det arkadiska förbundet och flera bundsförvanters avfall förmådde Epameinondas att 362 f.Kr. företa ett fjärde krigståg till Peloponnesos. Vid Mantineia i Arkadien drabbade man samman med spartanernas huvudstyrka under Agesilaos. Epameinondas blev redan i början av striden dödligt sårad och måste bäras ut ur striden, men han följde fortfarande uppmärksamt slagets gång och dog nöjd sedan man underrättat honom att slaget var vunnet och hans sköld blivit återfunnen.

## Eftermäle
Epameinondas anses ha lyft hela Thebe som nation, och närmast ensam vara anledningen till att de blev en av Greklands viktigaste stater. En levnadsteckning över Epameinondas, skriven av Cornelius Nepos, finns ännu i behåll.